# Eupithecia impurata
Eupithecia impurata (conocida en Europa como polilla moteada), es una especie de polilla de la familia Geometridae. La especie fue descrita por primera vez por Jacob Hübner habiendo sido descrita en 1813. Tiene gran distribución en el sur de Europa y el Asia Occidental.
Es una polilla pequeña con una envergadura de 19 a 24 milímetros (0,7 a 0,9 plg) y de color gris amarillento. Sus alas son cortas, con algunas líneas grises dentadas dispuestas en bandas, una sola línea submarginal. 
Los adultos vuelan de mayo a agosto y nuevamente de septiembre a octubre en dos generaciones por año.
Las orugas se alimentan de las flores y frutos de Campanula cespitosa, Campanula cochleariifolia y Campanula rotundifolia.